# Ranzanico
Ranzanico är en ort och kommun i provinsen Bergamo i regionen Lombardiet i Italien. Kommunen hade 1 229 invånare (2018).